# Кайл Ларін
Кайл Ларін (англ. Cyle Larin, нар. 17 квітня 1995, Брамптон, Онтаріо) — канадський футболіст, нападник іспанської «Мальорки» та національної збірної Канади. 

## Клубна кар'єра

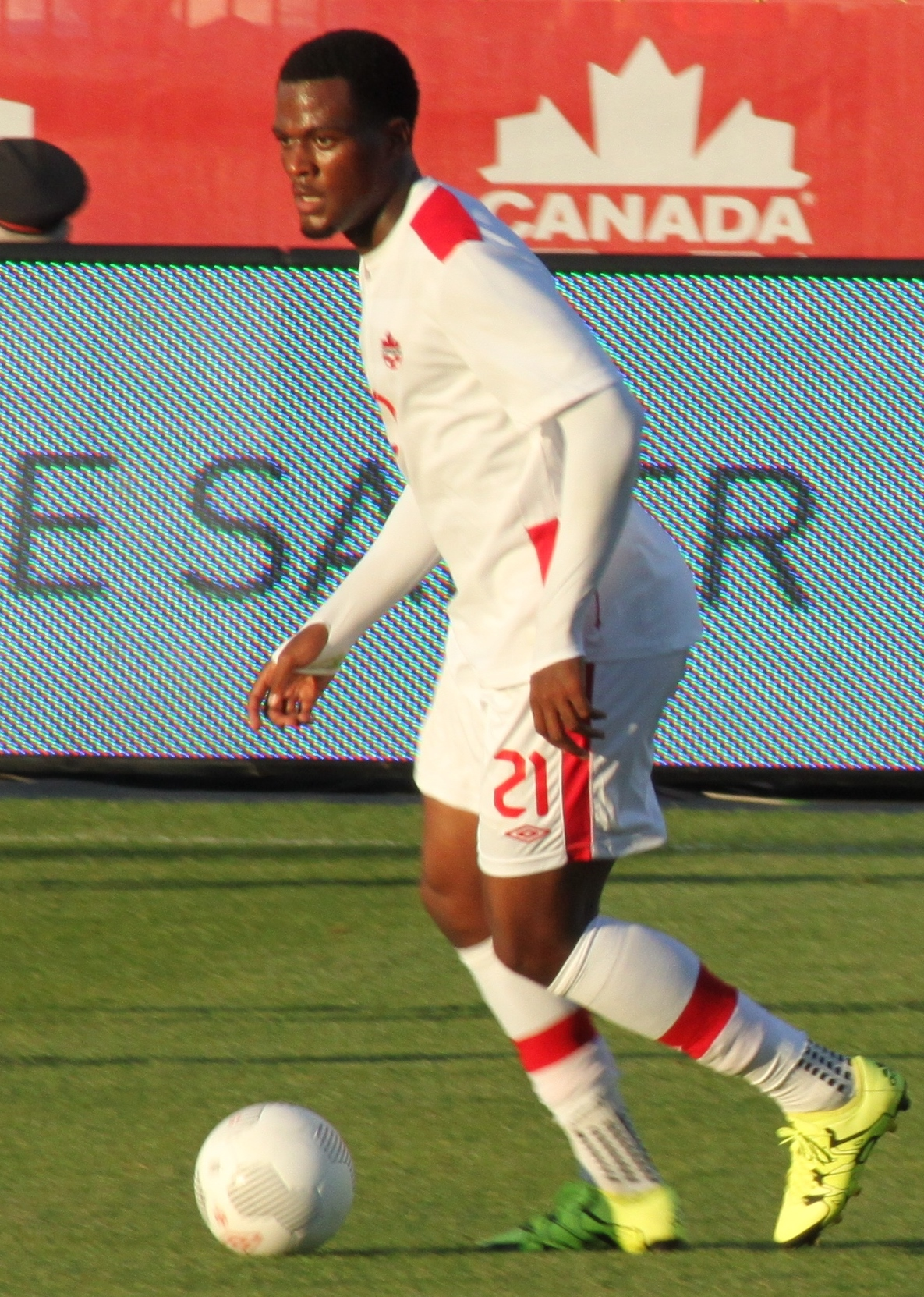
Ларін у 2015 році

Народився 17 квітня 1995 року в місті Брамптон. Вихованець футбольної школи клубу «Сігма».
На університетському рівні дебютував 2013 року виступами за команду «Коннектикут Гаскіс», в якій провів один сезон, взявши участь у 30 матчах чемпіонату.  Більшість часу, проведеного у складі, був основним гравцем атакувальної ланки команди. Був одним з головних бомбардирів команди, маючи середню результативність на рівні 0,59 голу за гру першості.
2014 року, після закінчення університетського сезону грав у команді клубу «Сігма», де провів півроку.
До складу клубу «Орландо Сіті» приєднався 2015 року, будучи вибраним під першим номером на Драфті МЛС 2015 року. Відіграв за команду з Орландо 87 матчів в національному чемпіонаті.
У січні 2018 року після відмови тренуватися з «Орландо Сіті» був проданий до «Бешикташа». Сезон 2019—2020 провів у оренді в бельгійському «Зюлте-Варегем».
6 січня 2021 року Кайл став автором покеру в матчі проти «Чайкур Різеспор». Став чемпіоном Туреччини у складі команди, а також зайняв другу сходину в гонці бомбардирів чемпіонату, забивши 19 голів.
4 липня 2022 року підписав контракт з бельгійським «Брюгге».

## Виступи за збірні
Протягом 2015 року залучався до складу молодіжної збірної Канади. На молодіжному рівні зіграв у 5 офіційних матчах, в яких забив 1 гол.
2014 року дебютував у складі національної збірної Канади у матчі проти Болгарії. Перший гол за збірну забив 30 березня 2015 року, відзначившись у ворота Пуерто-Рико. Наразі провів у формі головної команди країни 52 матчі, забивши 24 голи.
У складі збірної був учасником розіграшу Золотого кубка КОНКАКАФ 2015 року у США та Канаді та розіграшу Золотого кубка КОНКАКАФ 2017 року у США.

## Титули і досягнення
- Чемпіон Туреччини (1):

«Бешикташ»: 2020–21
- Володар Кубка Туреччини (1):

«Бешикташ»: 2020–21
- Володар Суперкубка Туреччини (1):

«Бешикташ»: 2021
- Володар Суперкубка Бельгії (1):

«Брюгге»: 2022